# Clare GAA
Il Clare County Board, più conosciuto come Clare GAA, è uno dei 32 county board irlandesi responsabile della promozione degli sport gaelici nella contea di Clare e dell'organizzazione dei match della propria rappresentativa (Clare GAA è usato anche per indicare le franchige degli sport gaelici della contea) con altre contee.

## Hurling
L'hurling viene giocato nella contea da secoli e Michael Cusack, fondatore della GAA viene proprio da questa contea. Il primo Munster Senior Hurling Championship venne vinto nel 1899 e il secondo nel 1914, anno in cui la squadra conquistò il suo primo All-Ireland Senior Hurling Championship in finale contro Laois. Dopo il titolo provinciale del 1932, bisognò aspettare il 1995 perché la squadra vincesse ancora nello stesso torneo. In quell'anno si aggiudicò anche l'All-Ireland e ripeté l'impresa due anni dopo. Nel 2013 battendo dopo un replay Cork, il Clare ottiene il suo quarto titolo.

### Titoli
All-Ireland Championship
- All-Ireland Senior Hurling Championships: 4
  - 1914, 1995, 1997, 2014
- All-Ireland Under-21 Hurling Championships: 1
  - 2009
- All-Ireland Minor Hurling Championships: 1
  - 1997
- All-Ireland Junior Hurling Championships: 2
  - 1914, 1993

National League
- National Hurling Leagues: 3
  - 1946, 1977, 1978,

Provincial Championship
- Munster Senior Hurling Championships: 6
  - 1889, 1914, 1932, 1995, 1997, 1998
- Munster Under-21 Hurling Championships: 1
  - 2009
- Munster Minor Hurling Championships: 3
  - 1981, 1989, 2010
- Munster Junior Hurling Championships: 4
  - 1914, 1949, 1993, 1995
- Waterford Crystal Cup: 1
  - 2009

## Calcio gaelico
Anche nel calcio gaelico la squadra ha avuto buone formazioni. I suoi massimi due successi consistono nelle vittorie nel 1917 e nel 1992 del Munster Senior Football Championship. Nel secondo degli anni citati la franchigia giunse anche in semi-finale all'All-Ireland Senior Football Championship ma fu battuta da Dublino.

### Titoli
All-Ireland Championship
- All-Ireland Minor Football Championships: 1
  - 1929

Provincial Championship
- Munster Senior Football Championships: 2
  - 1917, 1992
- Munster Minor Football Championships: 3
  - 1929, 1930, 1953
- Munster Junior Football Championships: 1
  - 1925

Altro
- Tommy Murphy Cup: 1
  - 2004
- McGrath Cup: 11
  - 1982, 1983, 1984, 1986, 1990, 1991, 1994, 1995, 1997, 2000, 2002, 2008